# Elena G. Scappini
Elena Gloria Scappini (n. 1964) es una ingeniera agrónoma, botánica, y profesora argentina.  Es profesora adjunta en la Universidad Nacional de San Luis.

## Biografía
Obtuvo su grado en ingeniería agronómica en la Facultad de Ingeniería, de la Universidad Nacional de San Luis (UNSL). Accedió a su maestría, con la defensa de la tesis: Las crucíferas de la Provincia de San Luis: taxonomía, distribución e importancia económica, por la Universidad Nacional del Centro de la Provincia de Buenos Aires.
Desarrolla actividades académicas, como profesora adjunta de dedicación exclusiva, en la Facultad de Ingeniería y Ciencias Económico-Sociales, Universidad Nacional de San Luis.

## Algunas publicaciones
- elena g. Scappini, césar a. Bianco, Aníbal o. Prina. 2004. Una nueva especie de Sisymbrium (Brassicaceae) del centro de la Argentina. Darwiniana 42 (1-4) : 303-306 ISSN 0011-679 artículo en línea

- --------------------------, ------------------------, --------------------. 2004. Nuevas citas en la familia Brassicaceae para la provincia de San Luis (Argentina). Rev. Fac. de Agronomía-UNLPam. 14 (1-2): 47-68 ISSN 0326-6184.

- elena beatriz Rosa, m.s. del Toro, m.a. Colombino, elena gloria Scappini. 1992. Malezas presentes en la zona de regadío de Villa Mercedes, San Luis. Revista de la Facultad de Ciencias Agrarias, Volumen 25-28: 25:31. Editor La Facultad

### Libros
- elena beatriz Rosa, silvina elena Mercado, César Augusto Bianco, elena gloria Scappini. 2005. Poáceas de San Luis. Editores Universidad Nacional de Río Cuarto y UNSL. 154 pp. ISBN 950-665-332-1 artículo en línea

- -----------------------------, elena gloria Scappini, césar augusto Bianco. 2000. Gramíneas de la Sierra del Morro, provincia de San Luis (Argentina): identificación por caracteres vegetativos. Editor Universidad Nacional de San Luis, 123 pp. ISBN 987-98436-0-6

- -----------------------------, --------------------------------, violeta Allione de Orquin. 1997. Arbolado urbano: los árboles de las calles de una ciudad del semi-árido. Villa Mercedes (San Luis). Editorial Universitaria de la Universidad Nacional de San Luis

## Honores
Miembro
- Sociedad Argentina de Botánica

- La abreviatura «Scappini» se emplea para indicar a Elena G. Scappini como autoridad en la descripción y clasificación científica de los vegetales.[3]